# Lina Lehtovaara
Lina Lehtovaara (Finlandia, 23 de junio de 1981) es una árbitra de fútbol finlandesa árbitro FIFA desde 2009.

## Trayectoria
Lehtovaara recibió su gafete FIFA en 2009, y ha arbitrado en numerosos torneos internacionales.
La finlandesa arbitró la final de la Liga de Campeones Femenina de la UEFA 2021-22.

## Participaciones
Ha participado en los siguientes torneos internacionales:
- Liga de Campeones Femenina de la UEFA
- Eurocopa Femenina 2017
- Eurocopa Femenina 2022
- Copa Mundial Femenina de Fútbol Sub-20 de 2022
- Copa Mundial Femenina de Fútbol de 2023